# Маккрори, Стив
Стив Маккро́ри (англ. Steve McCrory; 13 апреля 1964, Детройт — 1 августа 2000, там же) — американский боксёр легчайших весовых категорий, выступал за сборную США в первой половине 1980-х годов. Чемпион летних Олимпийских игр в Лос-Анджелесе, бронзовый призёр Панамериканских игр, победитель многих международных турниров и национальных первенств. В период 1984—1991 боксировал на профессиональном уровне, владел несколькими поясами второстепенного значения, был претендентом на титул чемпиона мира по версии МБФ.

## Биография
Стив Маккрори родился 13 апреля 1964 года в Детройте, штат Мичиган. Активно занимался боксом с десятилетнего возраста, проходил подготовку в местном зале Kronk Gym под руководством знаменитого детройтского тренера Эмануэля Стюарда. Начав карьеру как любитель, уже в возрасте шестнадцати лет был претендентом на попадание в американскую олимпийскую команду, однако на отборочных соревнованиях по очкам уступил Томми Айерсу и занял лишь третье место. В 1982 году стал чемпионом США в наилегчайшем весе, год спустя повторил это достижение и выиграл бронзовую медаль на Панамериканских играх в Каракасе. Благодаря череде удачных выступлений удостоился права защищать честь страны на домашних летних Олимпийских играх 1984 года, где сенсационно победил всех своих соперников и завоевал золотую медаль.
Став олимпийским чемпионом и добившись тем самым мировой известности, решил попробовать себя среди профессионалов и уже в октябре того же года провёл свой первый профессиональный бой — техническим нокаутом победил крепкого джорнимена Джеффа Ханну. В течение двух лет одолел множество боксёров и, поднявшись в рейтингах, в июле 1986 года получил шанс побороться за титул чемпиона мира в легчайшей весовой категории по версии Международной боксёрской федерации (МБФ). Тем не менее, победить действующего чемпиона Джеффа Фенека ему не удалось — поражение техническим нокаутом в четырнадцатом раунде. После этой неудачи карьера Маккрори развивалась с попеременным успехом, он участвовал в боях за второстепенные титулы и периодически проигрывал, а в конце 1991 года, потерпев очередное поражение, принял решение завершить спортивную карьеру. Всего в профессиональном боксе провёл 36 боёв, одержал 30 побед (в том числе 12 досрочно), 5 раз проиграл, в одном случае была зафиксирована ничья. Умер 1 августа 2000 года в Детройте после продолжительной болезни.
Старший брат Стива Маккрори Милтон тоже был довольно известным боксёром-профессионалом, владел титулом чемпиона мира в полусреднем весе по версии Всемирного боксёрского совета (ВБС).